# Kaspla (jezioro)
Kaspla (t. Kasplińskie; ros. Каспля) – jezioro w zachodniej Rosji przeduralskiej, (obwód smoleński), 35 km na północny zachód od Smoleńska, na Równinie Suraskiej, w zlewni Dźwiny. Pochodzenie lodowcowe.
Powierzchnia - 3,45 km², długość - 5,8 km, szerokość - do 0,75 km, przeciętna głębokość - 2,2 m, maksymalna głębokość - 4,5 m, wysokość lustra wody - 160 m n.p.m., objętość - 0,08 km³, powierzchnia zlewni – 420 km².
Do jeziora uchodzi rzeka Kloc, wypływa rzeka Kaspla. Brzegi północne i wschodnie płaskie i piaszczyste (plaże), pozostałe - strome.
Przez jezioro Kaspla biegł szlak "Od Waregów do Greków".
Źródło: 
- Hasło Каспля. admin.smolensk.ru. [zarchiwizowane z tego adresu (2010-04-06)]. w Энциклопедия Смоленской области (ros.)